# Klaus Hopfstock
Klaus Hopfstock (* 2. Juni 1962) ist ein deutscher Fußballspieler und -trainer.

## Karriere
Hopfstock spielte vom 1. Juli 1982 bis zum 30. Juni 1983 beim Bundesligaverein Borussia Mönchengladbach als Vorstopper und absolvierte in diesem Zeitraum fünf Bundesligaspiele. Er musste seine Karriere 1984 im Alter von 22 Jahren aufgrund einer schweren Knieverletzung vorzeitig beenden.
Ab dem 1. Juli 2009 trainierte Klaus Hopfstock den hessischen Verein FC Alemannia Niederbrechen, der damals in der Kreisoberliga Limburg-Weilburg spielte.
Am 15. April 2011 gab der FC Alemannia Niederbrechen die Trennung von Hopfstock bekannt, nachdem der Verein den Abstieg aus der Kreisoberliga Limburg-Weilburg in die Kreisliga A besiegelt hatte.